# Mesoderma
In embriologia il mesoderma è lo strato intermedio dei tre foglietti tissutali embrionali degli animali; è formato da masse simmetriche dette mesomeri o somiti.

## Origine
Il mesoderma si sviluppa nel corso della terza settimana a seguito del processo di gastrulazione, che comporta la formazione dei tre foglietti germinativi. La gastrulazione inizia con la formazione della linea primitiva sulla superficie dell'epiblasto. La linea primitiva, costituita da una sottile doccia circondata da rilievi appena abbozzati, termina in posizione cefalica con il nodo primitivo. Le cellule epiblastiche che si invaginano a livello della linea primitiva andandosi a disporre tra l'endoderma neoformato e l'epiblasto daranno origine al mesoderma.

## Sviluppo
Inizialmente le cellule mesodermiche costituiscono una lamina di tessuto lasso sui due lati della linea mediana. A partire dal diciassettesimo giorno di sviluppo le cellule vicine alla linea mediana, proliferando, danno origine al mesoderma parassiale. Lateralmente il mesoderma rimane sottile ed è noto come placca laterale. In seguito alla comparsa e la confluenza delle cavità intercellulari, questo sottile foglietto verrà diviso in strato mesodermico somatico o parietale, continuo con il mesoderma dell'amnios, e strato mesodermico splancnico o viscerale, continuo con il mesoderma del sacco vitellino. Lo strato di mesoderma che connette la placca laterale con il mesoderma parassiale prende il nome di mesoderma intermedio.

### Mesoderma parassiale
Alla terza settimana questo strato si inizia ad organizzare in segmenti definiti somitomeri. Questi, costituiti da strati concentrici di cellule mesodermiche disposti attorno all'unità centrale, si formano con progressione cranio-caudale. Successivamente, sempre con progressione cranio-caudale, si organizzano in somiti. I somiti compaiono con una frequenza di circa tre paia al giorno, cosicché alla quinta settimana sono riconoscibili 42-44 paia di somiti di cui: quattro paia occipitali, sette cervicali, dodici toracici, cinque lombari, cinque sacrali e tra le otto e le dieci paia coccigei. Le quattro paia di somiti occipitali e le cinque o sette paia di somiti coccigei regrediranno, mentre le restanti coppie di somiti contribuiranno alla formazione dello scheletro assiale.
All'inizio della quarta settimana le cellule della posizione ventro-mediale dei somiti, indotte dal gene sonic hedgehog (SHH), perdono la loro organizzazione compatta e si dispongono a circondare la notocorda e il midollo spinale. Queste cellule, indicate globalmente con il nome di sclerotomo, daranno origine ad un tessuto noto come mesenchima. Le cellule dello sclerotomo esprimono il fattore di trascrizione PAX1, responsabile della trascrizione dei geni necessari per la formazione dei tessuti cartilaginei ed ossei della colonna vertebrale.
Le cellule della porzione dorso-laterale del somite, migrando, daranno origine, a seguito dell'espressione del gene MYOD, alla muscolatura degli arti e della parete corporea, mentre le cellule della porzione dorso-mediale, indotte dalla proteina WNT della regione dorsale del tubo neurale, esprimono il gene muscolo-specifico MYF5 e, proliferando e migrando lungo il lato ventrale dell'epitelio dorsale del somite, costituiranno un nuovo strato: il miotomo. Anche le cellule rimanenti sono soggette a proliferazione e costituiranno il dermatomo. Questi due strati prendono complessivamente il nome di dermomiotomo. Il miotomo è responsabile della formazione della muscolatura segmentale, il dermatomo del derma e del tessuto sottocutaneo.

### Mesoderma intermedio
Il mesoderma intermedio si differenzia nell'apparato urogenitale. Nelle regioni cervicale e toracica superiore esso forma masse di cellule con disposizione segmentale che, a loro volta, evolveranno in nefrotomi. Nella regione caudale esso dà origine al cordone nefrogenico.

### Mesoderma della placca laterale
Il mesoderma della placca laterale si divide, in seguito alla formazione e alla confluenza delle cavità intercellulari, in due strati: lo strato mesodermico somatico o parietale e lo strato mesodermico splancnico o viscerale. Il mesoderma parietale costituirà le membrane mesoteliali o sierose di rivestimento delle cavità chiuse del corpo grazie alla proliferazione delle cellule che circondano la cavità intraembrionale, mentre con il sovrastante ectoderma costituirà la parete laterale e ventrale del corpo. Il mesoderma viscerale e l'endoderma daranno origine alla parete dell'intestino. Le cellule mesodermiche viscerali formeranno le membrane sierose attorno a ciascun organo.

## Formazione dei vasi sanguigni
Le prime isole ematiche dalle quali i vasi originano mediante un processo di vasculogenesi compaiono nel mesoderma che circonda la parete del sacco vitellino alla terza settimana e quindi nel mesoderma della placca laterale. Le isole ematiche si sviluppano a seguito dell'induzione del fattore di crescita FGF-2 di cellule mesodermiche a formare emangioblasti. Gli emangioblasti nel centro delle isole ematiche formeranno i precursori delle cellule del sangue, mentre quelli periferici si differenziano in angioblasti. Una volta che la vasculogenesi produce un primo abbozzo del vaso, la vascolarizzazione continua per mezzo dell'angiogenesi.